# Diploderma flaviceps
Diploderma flaviceps — вид ігуаноподібних ящірок родини агамових (Agamidae). Ендемік Китаю

## Поширення і екологія
Diploderma flaviceps поширені від східного Тибету і Сичуаня на північ до півдня Ганьсу і Шаньсі, на схід до Хубея та на південь до Юньнаня. Вони живуть в чагарникових заростях і лісах та на луках в долинах великих річок. Зустрічаються на висоті від 350 до 3450 м над рівнем моря. Ведуть напівдеревний спосіб життя. Самиці відкладають яйця, в кладці 6 яєць. Гніздування відбувається в липні